# Fade to Black (Lied)
Fade to Black (engl. für: zu Schwarz verblassen / im Schatten verschwinden) ist ein Lied der US-amerikanischen Metal-Band Metallica. Der Song ist die zweite Singleauskopplung ihres zweiten Studioalbums Ride the Lightning und wurde zu Promotionszwecken am 30. September 1984 auf Schallplatte veröffentlicht.

## Hintergrund
Der Track ist die erste von Metallica veröffentlichte Ballade und das erste Metallica-Lied, bei dem James Hetfield mit klarer Stimme singt. Die Inspiration zu diesem Lied fand Hetfield, nachdem der Band am 14. Januar 1984 in Boston ihr Equipment gestohlen wurde, darunter ein für die Aufnahmen fest eingeplanter Gitarrenverstärker. Hetfield schrieb das Stück im Haus eines Freundes in New Jersey zu einer Zeit, als er sehr deprimiert war, da die Band aus dem Haus ihres Managers geflogen war, weil sie dessen Alkohol getrunken hatte.
Die Basis für den Song stammt von Hetfield, der eines Tages im Proberaum auf einer akustischen Gitarre Moll-Akkorde als Arpeggio spielte. Das Gitarrensolo am Ende des Liedes entstand spontan im Studio.

„Ich war mir nicht sicher, was ich spielen sollte. Wir waren seit fünf oder sechs Monaten in Dänemark und bekamen Heimweh. Da es sich um ein düsteres Lied handelt und wir alle ziemlich deprimiert waren, dachte ich beim Spielen an etwas Depressives. Es half ungemein.“

Mit über 900 Darbietungen gehört Fade to Black zu den meistgespielten Liedern bei Konzerten von Metallica.

## Inhalt
Textlich geht es um einen Menschen, der aufgrund von Depressionen Selbstmord begehen will. Er hat den Willen zu leben verloren, da er nichts mehr zu geben und keine Ziele mehr hat. Die innere Leere und die Höllenqualen kann er nicht mehr aushalten. Niemand außer ihm selbst könne ihn retten, doch er weiß nicht, warum er dies überhaupt noch versuchen sollte und entscheidet sich schließlich dafür, sich umzubringen.

## Musikstil und Produktion
Fade to Black zählt zu den sogenannten Powerballaden. Es wird mit einer Akustikgitarre langsam eingeleitet und mit fortlaufender Dauer zunehmend massiver und schneller. Am Ende des Songs steht ein Gitarrensolo von Kirk Hammett. Der Aufbau von Fade to Black bildet die musikalische Blaupause für die späteren Metallica-Balladen Welcome Home (Sanitarium), One und The Day That Never Comes, die nicht nur dem gleichen Schema folgen, sondern alle genau wie Fade to Black das vierte Lied auf ihrem jeweiligen Studioalbum sind. 
Das Lied wurde von Metallica in Zusammenarbeit mit dem dänischen Musikproduzent Flemming Rasmussen produziert.

## Kommerzieller Erfolg

### Chartplatzierungen
Fade to Black stieg aufgrund hoher Downloadzahlen am 31. August 2008 für eine Woche auf Platz 100 in die Schweizer Single-Charts ein.

### Auszeichnungen für Musikverkäufe
Im Jahr 2025 wurde das Lied für mehr als zwei Millionen Verkäufe in den Vereinigten Staaten mit einer doppelten Platin-Schallplatte ausgezeichnet.
Außerdem wurde Kirk Hammetts Gitarrensolo am Ende des Songs von den Lesern der US-amerikanischen Musikzeitschrift Guitar World 1998 auf Platz 24 der besten Gitarrensoli aller Zeiten gewählt.
| Land/Region                  | Auszeichnungen für Musikverkäufe (Land/Region, Auszeichnung, Verkäufe) | Verkäufe  |
| ---------------------------- | ---------------------------------------------------------------------- | --------- |
| Australien (ARIA)            | Platin                                                                 | 70.000    |
| Neuseeland (RMNZ)            | Platin                                                                 | 30.000    |
| Vereinigte Staaten (RIAA)    | 2× Platin                                                              | 2.000.000 |
| Vereinigtes Königreich (BPI) | Silber                                                                 | 200.000   |
| Insgesamt                    | 1× Silber · 4× Platin ·                                                | 2.300.000 |

Hauptartikel: Metallica/Auszeichnungen für Musikverkäufe

## Coverversionen
Fade to Black wurde später von vielen Bands und Künstlern gecovert, darunter Apocalyptica, Apoptygma Berzerk, Boysetsfire, Disturbed (auf dem Album Music as a Weapon II), Scott D. Davis, The Lemonheads, Sonata Arctica und Steel Prophet.